# Concepción (nombre)
Concepción es un nombre propio femenino de origen latino en su variante en español. Proviene del latín conceptio (concepción, generación). Tiene su origen en la advocación mariana de la Inmaculada Concepción, artículo de fe del catolicismo que sostiene la creencia en que la Virgen María, madre de Jesús, a diferencia de todos los demás seres humanos, no fue alcanzada por el pecado original sino que, desde el primer instante de su concepción, es decir, de su ser personal, estuvo libre de todo pecado y es la toda santa y la sin mancha. 

## Santoral
El 8 de diciembre (Inmaculada Concepción de la Virgen)

## Variantes
- Diminutivos: Concha, Coni, Conchita, Conchi (y con pronunciaciones similares aunque ligeramente distinta escritura en italiano, por ejample: Conccia', Concetta) . En el dialecto rioplatense al ser malsonante la palabra «concha» (palabra que en casi todo el Cono Sur alude a la vulva y a la vagina) era común usar para las mujeres llamadas Concepción el hipocorístico: Cochona.

| Variantes en otras lenguas | Variantes en otras lenguas |
| -------------------------- | -------------------------- |
| Español                    | Concepción                 |
| Catalán                    | Concepció                  |
| Euskera                    | Sorne, Sorkunde, Kontxexi  |
| Francés                    | Conception                 |
| Inglés                     | Conception                 |
| Italiano                   | Concezione, Concetta       |
| Latín                      | Conceptio                  |
| Portugués                  | Conceição                  |
| Rumano                     | Concepția                  |